# Championnat d'Antigua-et-Barbuda de football 2019-2020
Navigation
Saison précédente Saison suivante
La saison 2019-2020 du Championnat d'Antigua-et-Barbuda de football est la quarante-neuvième édition de la première division à Antigua-et-Barbuda, la Premier Division. Elle rassemble les dix meilleures équipes du pays au sein d'une poule unique où ils jouent à deux reprises les uns contre les autres.
Cependant, la pandémie de Covid-19 bouscule la tenue de la compétition qui est suspendue avant d'être complètement abandonnée le 6 octobre 2020 lorsqu'elle est déclarée nulle.

## Organisation
Chaque équipe rencontre les neuf autres à deux reprises, une fois à domicile et une fois à l'extérieur. Les deux dernières équipes sont directement reléguées en deuxième division, tandis que l'équipe classée huitième affronte les équipes classées troisième et quatrième de la deuxième division dans un mini tournoi où le premier assure sa place en Premier Division pour la saison suivante.

## Participants
Douze équipes disputent le championnat d'Antigua-et-Barbuda.
| \| Saint John's: Grenades FC Hoppers FC Old Road FC Ottos Rangers All Saints Five Islands Liberta Parham Pigotts Bullets Swetes FC Saint John's \| Localisation des clubs. |
| Saint John's: Grenades FC Hoppers FC Old Road FC Ottos Rangers All Saints Five Islands Liberta Parham Pigotts Bullets Swetes FC Saint John's                               |

| Équipe            | Stade                      | Capacité | Ville           |
| All Saints United | Mock Pond Playing Field    | -        | All Saints      |
| Five Islands      | Five Islands School Ground | 200      | Five Islands    |
| Grenades FC       | Antigua Recreation Ground  | 12 000   | Saint John's    |
| Hoppers FC        | Antigua Recreation Ground  | 12 000   | Saint John's    |
| Liberta FC        | Antigua Recreation Ground  | 12 000   | Liberta         |
| Old Road FC       | Antigua Recreation Ground  | 12 000   | Saint John's    |
| Ottos Rangers     | Antigua Recreation Ground  | 12 000   | Saint John's    |
| Parham FC         | Antigua Recreation Ground  | 12 000   | Parham          |
| Pigotts Bullets   | Pigotts Sports Ground      | -        | Pigotts Village |
| Swetes FC         | Antigua Recreation Ground  | 12 000   | Swetes          |

## Compétition

### Première phase
| Rang | Équipe              | Pts | J  | G | N | P | Bp | Bc | Diff |
| ---- | ------------------- | --- | -- | - | - | - | -- | -- | ---- |
| 1    | Grenades FC         | 31  | 16 | 9 | 4 | 3 | 29 | 19 | +10  |
| 2    | Hoppers FC          | 29  | 16 | 0 | 2 | 5 | 41 | 30 | +11  |
| 3    | Ottos Rangers P     | 24  | 16 | 6 | 6 | 4 | 24 | 25 | -1   |
| 4    | Pigotts Bullets P   | 23  | 16 | 6 | 5 | 5 | 18 | 17 | +1   |
| 5    | Swetes FC           | 22  | 16 | 6 | 4 | 6 | 29 | 24 | +5   |
| 6    | Old Road FC         | 21  | 16 | 6 | 3 | 7 | 25 | 27 | -2   |
| 7    | All Saints United P | 19  | 16 | 5 | 4 | 7 | 23 | 26 | -3   |
| 8    | Liberta FC T        | 18  | 16 | 4 | 6 | 6 | 26 | 28 | -2   |
| 9    | Parham FC           | 16  | 16 | 3 | 7 | 6 | 24 | 33 | -9   |
| 10   | Five Islands        | 15  | 16 | 4 | 3 | 9 | 18 | 28 | -10  |

|  | Qualification pour la Caribbean Club Shield 2021 |
|  | Participation au barrage de promotion-relégation |
|  | Relégation directe en First Division             |
|  | T : Tenant du titre P : Promu de First Division  |

## Bilan de la saison
| Championnat d'Antigua-et-Barbuda de football 2019-2020 |                   |
| Champion                                               | Titre non décerné |
| Qualifications continentales                           |                   |
| Championnat des clubs caribéens de la CONCACAF 2021    | Aucun inscrit     |
| Promotions et relégations                              |                   |
| Promus en Premier Division                             | Aucune promotion  |
| Relégués en First Division                             | Aucune relégation |